# Philodryas baroni

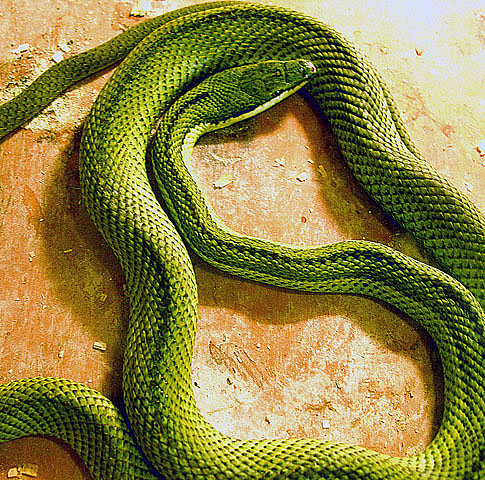
Philodryas baroni

Philodryas baroni — вид змій родини полозових (Colubridae). Мешкає в Південній Америці.

## Опис
Загальна довжина Philodryas baroni (враховуючи хвіст) становить 150-180 см, самці є дещо меншими за самиць. Довжина хвоста становить 30% від довжини решти тіла. Голова невелика, видовжена, розтральна луска розширена, формує невеликий горбок на носі, більш виражений у самців. Забарвлення переважно зелене, однак деякі змії мають синій або коричневий відтінок. На спині та на боках, на передній третині тіла, можуть бути поздовжні смуги. Нижня частина тіла біла або жовтувато-біла, іноді з зеленуватим або синюватим відтінком.
Philodryas baroni є отруйними зміями, їх отрута токсична для людини.

## Поширення і екологія
Philodryas baroni мешкають в Болівії, на заході Парагваю та на північному заході Аргентини. Вони живуть в сухих лісистих саванах Чако. Ведуть деревний спосіб життя. Живляться ящірками, птахами і ссавцями, трапляються випадки канібалізму. Відкладають яйця.